# Allodape brachycephala
Allodape brachycephala är en biart som beskrevs av Michener 1971. Allodape brachycephala ingår i släktet Allodape och familjen långtungebin. Inga underarter finns listade i Catalogue of Life.